# ضرب كيس الصفن
مصطلح عام للعبة، حيث يُهاجم فيها أحد المشاركين من الذكور والإناث، من خلال الصفع، النقر، اللكم، الركل، الضرب بالكوع، ألتواء اليد، أو عن طريق وخز الخصيتين لدى الذكور. المصطلح المشتق من كلمة (sack)  أو كيس التي تشير إلى كيس الصّفن، وهذا النشاط هو نوع من الهجوم على منطقة الفخذ. ويؤدي هذا المظهر من التنمر الاجتماعي إلى إصابة حادة في الخصية، قد تتطلب البتر كالشكل الوحيد للعلاج.
وهناك زيادة في الإبلاغ عن هذا النوع من التنمر، وتتغذى هذه الزيادة جزئيا على مقاطع الفيديو الموجودة في اليوتيوب، وأدت الزيادة اللاحقة في الحالات التي أحُيلت للمستشفى إلى قلق الآباء وأطباء المسالك البولية. وتدعى أيضا «علامة الخصية»، «العلامة»، «الكيس»، و«ضرب الكيس» و «نفض الناقوس» و «روشامبو»، وأتى الأسم الأخير من حلقة مسلسل الأنيميشن ساوث بارك الذي تحدث فيه عن هذه الممارسة.